# Recurva conjuncta
Recurva conjuncta es una especie de platelmintos de agua dulce que habita la isla de Cefalonia, Grecia.
El nombre específico, que deriva del adjetivo latino coniunctus (conectado), hace referencia a la conexión genital-intestinal que se da en esta especie.

## Morfología
Los individuos de R. conjuncta son alargados y delgados. Presentan una cabeza redondeada con dos ojos. Los testículos están posicionados dorsalmente y se distribuyen a lo largo de toda la longitud del cuerpo.